# Максим
Макси́м (лат. maximus) — чоловіче ім'я, латинського походження. У перекладі з латинської мови означає «найбільший, найвеличніший». Римське родове ім'я. У 2010–2012 роках було найпопулярнішим чоловічим іменем в Україні.
- Розмовні форми: Макс, Максиме, Максимо, Максимко, Максюта, Максютка, Максик, Масик, Максимчик.

- По батькові: Максимович, Максимівна.

- Прізвища, що походять від імені: Максим, Максименків, Максименко, Максименков, Максименчук, Максименчуків, Максименчуков, Максимик, Максимишен, Максимишин, Максимів, Максимків, Максимко, Максимков, Максимов, Максимович, Максимовський, Максимченко, Максимчик, Максимчишен, Максимчишин, Максимчук, Максим'юк, Максим'як.

- Іменини: 16 січня, 21 січня, 10 квітня, 28 квітня, 13 серпня, 22 жовтня, 6 грудня.
- Іменини: за новим стилем 16 січня, 21 січня, 10 квітня, 13 серпня, 15 вересня.

## Іншомовні аналоги
У інших мовах імені Максим відповідають імена:
- азербайджанська — Maksim
- англійська — Maxym, Maxim, Max
- арабська — حكمة — قول مأثور

- білоруська — Максім
- болгарська — Максим
- в'єтнамська — Châm ngôn
- вірменська — Մաքսիմ (Mak'sim)
- грецька — Μάξιμος (Максимос)
- грузинська — მაქსიმ (Maksim)
- есперанто — Maksimo
- естонська — Maxim
- іврит — פִּתגָם
- індонезійська — Pepatah
- іспанська — Máximo
- італійська — Massimo
- їдиш — מאַקסים (Maxim)
- каннада — ಮ್ಯಾಕ್ಸಿಮ್ (Myāksim)
- китайська спрощена — 格言 (Géyán)
- китайська традиційна — 格言 (Géyán)
- курдська — Maxim
- латвійська — Maksims
- латинська — Maximus
- литовська — Maksimas
- люксембурзька — Maxim
- македонська — Максим
- малайська — Maksim
- нідерландська — Max
- німецька — Maximus, Maximiliane
- польська — Maksym
- португальська — Máximo
- російська — Максим
- румунська — Maxim
- сербська — Максим
- словацька — Maxim
- турецька — Maksim
- угорська — Maxim
- фінська — Maxim
- французька — Maxime
- чеська — Maxim
- шона — Maxim
- яванська — Maksim

## Відомі носії імені

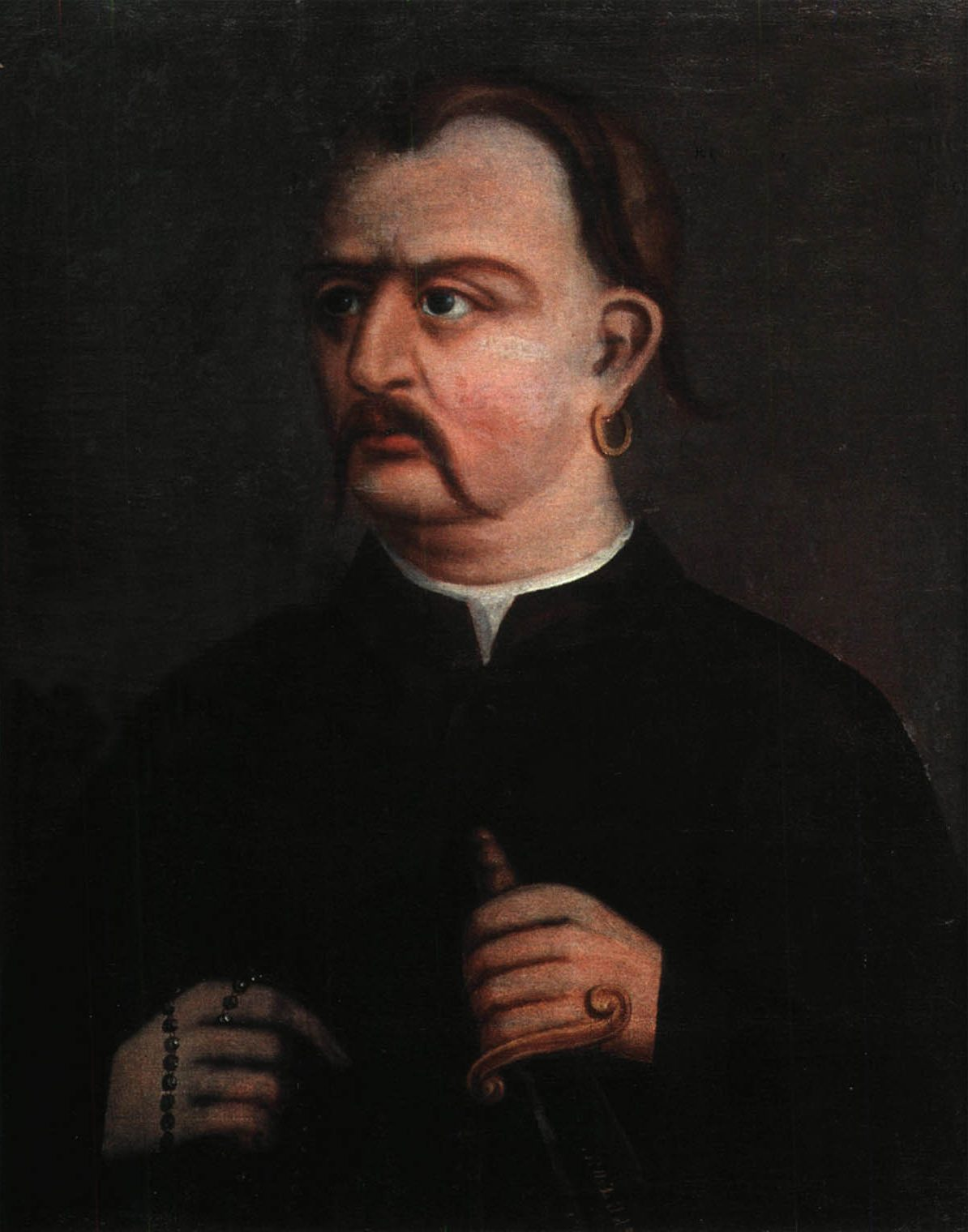
Максим Залізняк, козацький отаман, керівник Коліївщини (1768—1769 рр.)

- Святий Максим Ігумен — візантійський богослов, письменник.
- Святитель Максим — Митрополит Київський і всієї Русі (1285—1305).
- Максим Березовський (1745—1777) — український композитор, диригент, співак.
- Максим Богданович (1891—1917) — білоруський поет, перекладач і літературознавець.
- Максим Білий (нар. 1990) — український футболіст, захисник.
- Максим Грек  — православний святий, письменник та перекладач.
- Максим Горький (справжнє ім'я Олексій Максимович Пєшков; 1868—1936) — російський та радянський публіцист, письменник.
- Максим Пєшков (1897—1934) — син радянського письменника Максима Горького (Олексія Максимовича Пєшкова) та його першої дружини Катерини Пєшкової (уродженої Волжиної).
- Максим Дунаєвський (нар. 1945) — російський композитор, народний артист Росії.
- Максим Жичиков (нар. 1992) — український футболіст, захисник.
- Максим Залізняк — козацький отаман, керівник Коліївщини (1768—1769 рр.).
- Максим Калиниченко (нар. 1979) — український футболіст, півзахисник.
- Максим Кідрук (нар. 1984) — український письменник, мандрівник. Автор декількох книг про подорожі.
- Максим Ковалевський (1851—1916) — український правник, соціолог, історик, суспільний і політичний діяч.
- Максим Кривоніс — український військовий діяч періоду Хмельниччини, лисянський полковник, один з керівників козацько-селянських повстань в Україні під час Хмельниччини.
- Максим Рильський (1895—1964) — український поет, перекладач, публіцист, громадський діяч.
- Максим Скорупський (псевдо Макс; 1915—1981) — старшина УПА, письменник.
- Максим Славинський (1868—1945) — український громадсько-політичний діяч, поет-перекладач, дипломат, публіцист, редактор.
- Максим Старцев (нар. 1980) — український футболіст, воротар.
- Максим Гулий (1905—2007) — український біохімік.
- Максим Стріха (нар. 1961) — український науковець, громадський та політичний діяч, перекладач, письменник; доктор фізико-математичних наук.
- Максим Танк (справжнє ім'я Євген Іванович Скурко; 1912—1995) — білоруський радянський поет, перекладач і громадський діяч.
- Максим Фещук (нар. 1985) — український футболіст, нападник.
- Максим Веракса (нар. 1984) — український плавець.
- Максим Коваль (нар. 1992) — український футболіст.
- Максим Шацьких (нар. 1978) — узбекистанський футболіст, нападник клубу «Арсенал» (Київ). Протягом 10 років виступав за київське «Динамо».
- Петроній Максим (396—455) — імператор Західної Римської імперії з 17 березня по 31 травня 455 року.
- Макс Планк (1858—1947) — німецький фізик, найбільшим досягненням якого вважається теорія випромінювання абсолютно чорного тіла. Лауреат Нобелівської премії з фізики.
- Максим Кац (нар. 1984) — російський ліберальний блогер, політик та громадський діяч єврейського походження.
- Максим Неліпа (1976—2025) — український актор та телеведучий. Військовий ЗСУ під час російського вторгнення.
- Максим Нікітін (нар. 1994) — український фігурист.
- Максим Нікулін (нар. 1956) — російський актор. Син актора Юрія Нікуліна.
- Максим Гольдарб (нар. 1978) — український політик. Російський колаборант.
- Максим Марцинкевич (також відомий як Тесак; 1984—2020) — російський неонацист.
- Максим Буткевич (нар. 1977) — український правозахисник, журналіст, громадський діяч та військовослужбовець.
- Максим Галкін (нар. 1976) — російський телеведучий та комік, найбільш відомий у жанрі пародій на відомих політиків та артистів РФ.
- Максим Матвєєв (нар. 1982) — російський актор театру та кіно. Чоловік актриси Єлизавети Боярської, зять акторів Михайла Боярського та Лариси Луппіан.
- Максим Віторган (нар. 1972) — російський кіноактор єврейського походження.
- Максим Тимошенко (нар. 2001) — український й гваделупський футболіст

## Топоніми
- Максим — село, Чернігівська область, Чернігівський район
- Максим — ландшафтний заказник місцевого значення в Канівському районі Черкаської області.